# Casa dels mestres de les Escoles Ventós i Mir
La casa dels mestres de les Escoles Ventós i Mir és un edifici protegit com a bé cultural d'interès local a Badalona (Barcelonès).

## Descripció
És un edifici entre mitgeres, amb planta baixa i dos pisos, amb sis habitatges. La façana -de la qual han desaparegut els balcons originals- presenta certes reminiscències de l'estil florentí de Brunelleschi, que era moda en aquells anys. Els patis interiors afavoreix la ventilació de totes les peces de la casa.

## Història
Formant part del pla de noves infraestructures promogut per l'alcalde Pere Sabaté durant la dictadura de Primo de Rivera, la família Ventós Mir va donar a l'Ajuntament el terreny necessari per a construir-hi unes escoles i els habitatges dels mestres.